# Kaarlo Juho Ståhlberg
Kaarlo Juho Ståhlberg (28 tháng 1 năm 1865 – 22 tháng 9 năm 1952) là nhà luật học và giáo sư người Phần Lan, đóng vai trò trung tâm trong việc soạn thảo Hiến pháp Phần Lan năm 1919. Ông là Tổng thống đầu tiên của Phần Lan (1919–1925) và là người theo chủ nghĩa tự do dân tộc.